# Louis Pham Van Nâm
Louis Pham Van Nâm (* 17. September 1919 in Saigon; † 30. Juni 2001) war römisch-katholischer Weihbischof in Ho-Chi-Minh-Stadt.

## Leben
Louis Pham Van Nâm empfing am 18. September 1948 die Priesterweihe.
Paul VI. ernannte ihn am 3. Dezember 1977 zum Weihbischof in Ho-Chi-Minh-Stadt und Titularbischof von Acufida. Der Erzbischof von Ho-Chi-Minh-Stadt, Paul Nguyên Van Binh, weihte ihn am 2. Februar des nächsten Jahres zum Bischof; Mitkonsekratoren waren Jacques Nguyên Ngoc Quang, Bischof von Cần Thơ, und Joseph Pham Van Thiên, Bischof von Phú Cường. 
Als Wahlspruch wählte er Yêu thương không giả dối (1 Ga 3:18). Am 30. September 1999 nahm Papst Johannes Paul II. seinen altersbedingten Rücktritt an.